# Пазелинка
Пазе́линка (рос. Пазелинка) — річка на території міста Іжевськ, столиці Удмуртії, Росія, ліва притока Іжа.
Довжина річки становить 10 км. Бере початок на північному сході Іжевська на лівій стороні Воткінського шосе. Протікає спочатку на північний захід, потім на захід, а нижня течія спрямована на південний захід. Впадає до Іжевського ставу навпроти мікрорайону Воложка.
Течія річки повністю проходить через лісові масиви. Приймає декілька дрібних приток, пригирлова ділянка заболочене. За 800 м від гирла через річку збудовано автомобільний міст, через який проходить федеральна автомобільна траса Р-321. По берегах річки знаходяться дачні будинки міщан.